# Alfons Dawo
Alfons Dawo (* 22. April 1895 in Blieskastel; † 20. Juli 1968 in St. Ingbert) war ein saarländischer Politiker (Zentrum/CVP/CDU).
Nach der Volksschule besuchte Dawo die Lateinschule in Blieskastel und das humanistische Herzog-Wolfgang-Gymnasium in Zweibrücken. Anschließend studierte er Volkswirtschaftslehre in München und Köln und übernahm danach im Jahr 1920 die Drogerie der Eltern in Blieskastel.
Im selben Jahr trat er der Zentrumspartei bei. Von 1924 bis zur Wiedereingliederung des Saarlandes ins Deutsche Reich im Jahr 1935 war er Stadtrat in Blieskastel. Während des Dritten Reichs war Dawo nicht politisch aktiv. Nach dem Krieg wurde er 1945 zum Bürgermeister von Blieskastel gewählt.
Von 1952 bis 1965 war er Mitglied im Landtag des Saarlandes – zunächst für die CVP, später für die CDU. In den Jahren 1959 bis 1961 hatte er das Amt des Landtagspräsidenten inne. Nach dem Tod von Arthur Heitschmidt (1963) bis zu seinem Ausscheiden war er Alterspräsident des Landtags.
Dawo war seit 1914 Mitglied der katholischen Studentenverbindung KDStV Aenania München.
Alfons Dawo war verheiratet mit Clara Dawo, geb. Fluch; sie hatten sieben Kinder, u. a. die Künstlerin und Kunstpädagogin Sofie Dawo (1926–2010).